# Jan Šír (politolog)
Jan Šír (* 30.11.1976) je český specialista na politický, bezpečnostní a energetický vývoj v postsovětském prostoru. Odborně se zaměřuje například na Turkmenistán nebo na úlohu Ruska ve válce na východní Ukrajině. V současnosti (2020) působí na Institutu mezinárodních studií Fakultě sociálních věd UK v Praze.

## Publikace
- Jan Šír: Denuklearizace Ukrajiny, Běloruska a Kazachstánu, Karolinum 2013, ISBN 978-80-246-2169-2
- Jan Šír a kol.: Ruská agrese proti Ukrajině, Karolinum 2017, ISBN 978-80-246-3711-2